# بازگشت به اوت‌بک
بازگشت به اوت‌بک (به انگلیسی: Back to the Outback) انیمیشنی محصول سال ۲۰۲۱ به کارگردانی کلر نایت و هری کریپس است. در این فیلم بازیگرانی همچون آیلا فیشر، تیم مینچین، اریک بانا، گای پیرس، میراندا تاپسل، انگس ایمری، کیث اربن، جکی ویور، کایلی مینوگ، ریچل هاوس، آیسلین دربز و وین نایت به عنوان گوینده ایفای نقش کرده‌اند.